# Castelo do Louvre
O Castelo do Louvre (francês : Château fort du Louvre), também conhecido como Louvre Medieval (francês: Louvre médiéval),  foi um castelo (francês: château fort) construído pelo rei Filipe II da França na margem direita do Sena, para reforçar a muralha da cidade que ele construiu em torno de Paris. Ele foi demolido em etapas entre 1528 e 1660 para dar lugar à expansão do Palácio do Louvre.

## História

### Fortaleza
Antes de sua partida para a Terceira Cruzada em 1190, o rei Filipe II queria proteger sua capital, Paris, contra invasões, especialmente da Normandia dominada pelos ingleses há menos de 100 km de distância, com lembranças ainda remanescentes do cerco viquingue de Paris em 845. Ele ordenou a construção de uma nova muralha, conhecida desde então como Muro de Filipe II Augusto, iniciada em 1190 na margem direita. A fortaleza era quase quadrada em planta (78 m por 72 m), rodeada por um fosso de 10 m de largura cheio de água do rio Sena nas proximidades. Foi reforçada por dez torres defensivas, nos cantos e no meio de cada lado, com torres gêmeas defendendo portões estreitos nos lados sul e leste, protegidos por pontes levadiças. Dois edifícios adicionais que abrigavam as guarnições e os arsenais estavam localizados fora da parede circundante, a oeste e a sul do pátio central, respectivamente.
Uma torre de menagem chamada "torre grande" (Grosse Tour du Louvre) foi construída por volta de 1200 no centro do pátio. Tratava-se de uma estrutura circular com diâmetro de 15,6 me 30 m de altura, com paredes de 4,25 m de espessura na base. Estava rodeado por uma vala com 9 m de largura e 6 m de profundidade. Esta vala estava seca (não um fosso cheio de água) e pavimentada com grandes pedras irregulares. Foi atravessado por uma ponte levadiça , cujo arco interior foi construído em pedra para limitar o risco de incêndio. A torre de menagem tinha um telhado cônico de ardósia sobre a machicolagem. Também possuía um poço e um grande tanque para suportar longos cercos, bem como uma capela no seu interior. A escolha de uma fortaleza redonda em vez de quadrada ou retangular foi por motivos militares, porque os atacantes poderiam sapear mais facilmente a parede nos ângulos das torres quadradas em comparação com as torres circulares.

### Residência real
O Louvre evoluiu gradualmente afastando-se de sua função puramente militar inicial. Luís IX mandou construir novas salas em 1230–1240 sem qualquer propósito defensivo real, incluindo uma sala cerimonial que mais tarde foi conhecida como Salle Saint-Louis. O Louvre tornou-se uma residência intermitente durante os tempos difíceis do século XIV. Em meados do século XIV, Paris havia crescido muito além das muralhas de Filipe II. Étienne Marcel tinha começado a construir uma nova muralha da cidade mais a oeste, que o rei Carlos V (1364-1380) levada a termo, mais tarde conhecido como o Muro de Charles V. Logo depois de se tornar rei, Carlos deu início a uma grande transformação do Louvre em uma residência real de prestígio. Seu arquiteto Raymond du Temple adicionou andares superiores, janelas, torres, decoração esculpida e jardins. Carlos V adaptou a torre noroeste, anteriormente conhecida como Tour de la Fauconnerie (Falcoaria), na primeira Biblioteca Real Francesa contendo mais de novecentos manuscritos.
Durante a Guerra dos Cem Anos, soldados ingleses comandados por Henrique V da Inglaterra, aliado dos borgonheses que controlavam Paris, entraram na cidade. Em dezembro de 1420, os ingleses ocuparam o Castelo do Louvre sem lutar. Lá, eles encontraram uma Paris arruinada pela guerra civil e pela escassez e lá permaneceram até 1436.

### Demolição e reconstrução
Em 1525, Francisco I da França foi derrotado em Pavia e mantido prisioneiro. Durante seu cativeiro, a corte interferiu nas decisões do rei usando seu droit de remontrance (direito de protesto em francês). Além disso, a faculdade de teologia e o Parlamento de Paris começaram a mostrar alguma independência. O rei realizou um lit de justice em 24, 26 e 27 de julho de 1526, durante o qual demonstrou sua autoridade e decidiu retomar seu reino e fazer do castelo do Louvre sua residência principal em Paris. Como símbolo de sua autoridade, ele ordenou a demolição da masmorra em 1528 para construir um palácio de estilo italiano. Em 1546, ele encarregou o arquiteto Pierre Lescotconstruir um palácio moderno no espírito da arquitetura renascentista, com um grande hotel particulier e salas cerimoniais. Após a morte de Francisco em 1547, seu filho Henrique II da França continuou o trabalho de Pierre Lescot. Entre dezembro de 1546 e março de 1549, ele destruiu a parede oeste para construir um salão de baile e a parede sul para erigir o pavilhão real (1553-1556), que abrigava os aposentos reais e a pequena galeria.
Após a morte de Henrique II, sua viúva Catarina de 'Medici continuou o desenvolvimento da ala sul para seus apartamentos. A partir de 1564, ela priorizou a construção do novo Palácio das Tulherias e o estabelecimento de um grande jardim renascentista.
Sob Henrique III da França, o Louvre se tornou um espaço para a realeza, um local de entretenimento e teatro de eventos históricos, como o casamento do futuro rei Henrique IV da França com Margarida de Valois, que levou ao massacre do Dia de São Bartolomeu em 1572.
Durante seu reinado, Henrique IV destruiu os elementos restantes no lado sul, incluindo o fosso, para construir a Grande galerie (Grande Galeria em francês) conectando o Louvre e as Tulherias. Isso foi concluído em 1610. Ele também iniciou a construção do Cour Carrée na base da ala Lescot existente. A superfície era quatro vezes maior que a corte medieval original. Alguns edifícios entre os dois palácios também foram destruídos. Este projeto, denominado le Grand Dessein (o Grande Designem francês), também teve uma função militar ao estabelecer uma passagem coberta entre o Louvre e as Tulherias fora dos muros da cidade. Henrique IV criou esta passarela para o caso de precisar fugir a cavalo durante um motim.Para estabelecer seu poder, em 24 de abril de 1617, o jovem Luís XIII da França assassinou Concino Concini, o favorito de sua mãe Maria de 'Medici, no portão de entrada que ligava o castelo à cidade.
Luís XIII demoliu a parte norte do recinto medieval para estender a ala de Lescot nessa direção, proporcionando simetria. A parte oriental foi demolida por Luís XIV da França para permitir a construção da Palácio do Louvre.